# Del más allá
Del más allá (título original en inglés: From Beyond) es un cuento de terror de 1920 del escritor estadounidense H. P. Lovecraft. Se considera uno de los relatos del autor más vinculados a la ciencia ficción.

## Publicación
Fue publicado por primera vez en The Fantasy Fan en junio de 1934 (Vol. 1, No. 10), posteriormente en la edición de febrero de 1938 de la revista Weird Tales y finalmente reeditado por Arkham House en la antología de 1943 Beyond the Wall of Sleep.

## Argumento
Relata la historia de Crawford Tillinghast, un científico que diseña un dispositivo capaz de estimular la glándula pineal, permitiendo que los sujetos tratados perciban otros planos de existencia fuera del alcance de nuestros cinco sentidos. Ello ocasiona un efecto bidireccional: contemplar los seres interdimensionales da lugar a que estos perciban a su vez a sus observadores.